# أوي درير
أوي درير (بالألمانية: Uwe Dreher)‏ هو لاعب كرة قدم ألماني، ولد في 13 مايو 1960 في توبينغن في ألمانيا، وتوفي بنفس المكان في 20 أكتوبر 2016. شارك مع منتخب ألمانيا تحت 21 سنة لكرة القدم. أما مع النوادي، فقد لعب مع شتوتغارت كيكرز ونادي بازل ونادي شافهاوزن.

## وصلات خارجية
- أوي درير على موقع قاعدة بيانات كرة القدم.إي يو (الإنجليزية)
- أوي درير على موقع بيانات كرة القدم. دي إي (الألمانية)
- أوي درير على موقع عالم كرة القدم.نت (الإنجليزية)